# Barakai jezik
Barakai jezik (ISO 639-3: baj; workai), jedan od 14 jezika podskupine aru, šire centralne malajsko-polinezijske skupine, kojim govori 4 300 ljudi (1995 SIL) na otocima Barakai, Longgar, Apara, Bemun i Mesiang u Molucima, otočju Aru i otoku Gomo-Gomo, Indonezija.
Ima dva dijalekta koja se zovi po otocima barakai i mesiang. Srodni su mu karey [kyd] i batuley [bay].

## Vanjske poveznice
- Ethnologue (14th)
- Ethnologue (15th)